# Dendrobium usterii
Dendrobium usterii är en orkidéart som beskrevs av Rudolf Schlechter. Dendrobium usterii ingår i släktet Dendrobium, och familjen orkidéer. Inga underarter finns listade i Catalogue of Life.